# Quận Alcona, Michigan
Quận Alcona (tiếng Anh: Alcona County là một quận của tiểu bang Hoa Kỳ Michigan. Theo kết của cuộc điều tra dân số năm 2000 của Cục điều tra dân số Hoa Kỳ, quận có dân số 11.179 người. Thủ phủ quận đóng tại Harrisville.6

## Thông tin nhân khẩu
Theo điều tra dân số  năm 2000, quận có dân số 43.666 người, 18.351 hộ, và 12.313 gia đình sống trong quận. Mật độ dân số là 18/km ² (47/sq mi). Có 34.750 đơn vị nhà ở với mật độ trung bình là 14/km ² (37/sq mi). Cơ cấu chủng tộc của dân cư quận này gồm 98,22% người da trắng, 0,17% da đen hay Mỹ gốc Phi, 0,28% người Mỹ bản xứ, 0,38% người châu Á, 0,01% người đảo Thái Bình Dương, 0,17% từ các chủng tộc khác, và 0,77% từ hai hoặc nhiều chủng tộc. 0,48% dân số là người Hispanic hay Latino thuộc chủng tộc nào. 22,5% là tiếng Anh, 15,6% Ailen, 10,5% người Mỹ, Pháp 9,7%, 6,7% người Đức, Ý và 5,8% 5,2% người Scotland tổ tiên theo điều tra dân số năm 2000. 96,5% nói tiếng Anh và tiếng Pháp 1,6% là ngôn ngữ đầu tiên của họ.
Có 18.351 hộ, trong đó 27,40% có trẻ em dưới 18 tuổi sống chung với họ, 55,30% là các cặp vợ chồng sống với nhau, 7,80% có chủ hộ là nữ không có mặt chồng, và 32,90% là không lập gia đình. 26,60% của tất cả các hộ gia đình đã được tạo thành từ các cá nhân và 11,10% có người sống một mình 65 tuổi trở lên đã được người. Bình quân mỗi hộ là 2,35 và cỡ gia đình trung bình là 2,82.
Trong quận có dân số là trải ra với 22,60% ở độ tuổi dưới 18, 5,30% 18-24, 26,50% 25-44, 27,70% 45-64, và 17,80% 65 tuổi trở lên. Tuổi trung bình là 42 năm. Cứ mỗi 100 nữ có 96,60 nam giới. Cứ mỗi 100 nữ 18 tuổi trở lên, đã có 94,20 nam giới.
Thu nhập trung bình cho một hộ gia đình trong quận đã được 39.990 USD, và thu nhập trung bình cho một gia đình là 46.922 đô la Mỹ. Nam giới có thu nhập trung bình 31.811 USD so với 23.922 USD đối với phái nữ. Thu nhập trên đầu cho các quận được 21.931 USD. Giới 5,50% gia đình và 7,90% dân số sống dưới mức nghèo khổ, trong đó có 10,00% những người dưới 18 tuổi và 6,70% có độ tuổi từ 65 trở lên.